# 11309 Malus
A 11309 Malus (ideiglenes jelöléssel 1993 PC7) a Naprendszer kisbolygóövében található aszteroida. Eric Walter Elst fedezte fel 1993. augusztus 15-én.